# تل الأصفر
تل الأصفر قرية سورية تتبع ناحية مركز المالكية في منطقة المالكية التابعة لمحافظة الحسكة في أقصى شمال شرق سورية. تقع على بعد 1.5 كم غرب مدينة المالكية. بلغ عدد سكانها 41 نسمة عام 2004.